# Łucja Frey
Pour les articles homonymes, voir Frey.
Łucja Frey ou Łucja Frey-Gottesman, née le 3 novembre 1889 à Lemberg et probablement morte en 1942, est une médecin et neurologue polonaise, connue pour avoir décrit le syndrome qui portera plus tard son nom (voir parotidectomie). Elle est l'une des premières neurologues universitaires en Europe. Frey périt pendant la Shoah, probablement en 1942 dans le ghetto de Lwów à l'âge de 53 ans.

## Biographie
Łucja Frey est née le 3 novembre 1889 à Lemberg, alors partie de l'empire austro-hongrois, en tant que fille de l'entrepreneur en bâtiment Szymon Symcha Frey et de son épouse, Dina (née Weinreb). Frey et sa famille sont juifs. Elle fréquente pourtant une école élémentaire chrétienne entre 1896 et 1900. Elle est diplômée de l'école secondaire Franciszek-Józef en tant qu'élève externe en 1907. Après ses études, elle étudie les mathématiques et la philosophie à l'Université de Lviv auprès du professeur Marian Smoluchowski (1872-1917). Elle est aussi étudiante à la faculté de philosophie de 1907 à 1912, mais après cinq ans, elle part pour Varsovie et commence à étudier la médecine. 
Frey étudie la médecine de 1918 à 1923 et obtient son diplôme de médecine le 2 juin 1923. Ses études sont interrompues pendant un an en raison de la guerre polono-ukrainienne. 
Après ses études, elle poursuit son travail en tant qu'assistante principale du professeur Kazimierz Orzechowski (1878–1942) dans sa clinique neurologique de l'Université de Varsovie,. Fin 1928, elle quitte Varsovie pour retourner à Lwów et épouse un avocat nommé Mordechai (Marek) Gottesman (1887 à Komarno - 1941? ). À partir de mai 1929, elle travaille à la clinique neurologique de Lwów sur la rue Rappaporta en tant que consultante principale adjointe. Elle donne naissance à sa fille, Danuta, en 1930. 
Après l'invasion soviétique de la Pologne le 19 septembre 1939 et l'occupation subséquente de Lwów, Marek Gottesman est accusé d'activités contre-révolutionnaires et arrêté par le NKVD ; on ne sait rien de lui après cette date. En 1941, durant l'occupation allemande de Lwów, Łucja Frey est transférée dans le ghetto et forcée de travailler à la Ghettopoliklinik au numéro 112 de la Zamarstynowsk. Elle est probablement assassinée avec ses patients lors de la liquidation du ghetto en août 1942 ou peu de temps après son expulsion vers le camp d'extermination de Belzec. Il n'existe aucune preuve qu'elle ou l'un de ses proches ait survécu,,. 
Il y a beaucoup d'incertitudes sur sa vie. Selon le témoignage à Yad Vashem d'Hedwa Balat, la belle-sœur de Frey, Łucja et Marek auraient eu un fils nommé Jakub, né en 1919. Cependant, aucune autre source ne soutient cette déclaration et le biographe de Frey la trouve très peu probable.

## Reconnaissance
Jusqu'en 2004, il n'existait que de courts articles biographiques sur la vie de Łucja Frey : en polonais,, suédois, et anglais,,,. Ces publications répètent des faits fragmentaires et rares de la monographie classique d'Eufemiusz Herman sur les neurologues polonais. De nouveaux faits sur sa vie tragique sont publiés dans la biographie de Mirjam Moltrecht. Cependant, le nom de Frey est souvent omis ou mal orthographié (comme "Lucy", ou "Lucie",) dans de nombreux manuels et dictionnaires. Les dates de naissance et de décès du médecin et physiologiste autrichien Maximilian Ruppert Franz von Frey (1852-1932) étaient parfois données à tort comme siennes,. 

## Travaux
La publication de Frey sur le syndrome du nerf auriculo-temporal, désormais largement connu sous le nom de « syndrome de Frey (en) » (« zespół Łucji Frey » en polonais), est publiée en 1923, d'abord dans la revue polonaise Polska Gazeta Lekarska, et plus tard cette même année dans la célèbre revue française Revue neurologique. Ce n'est pourtant pas la toute première description de cette constellation de symptômes,. Parmi les prédécesseurs de Frey se trouvent  Brown-Sequard (1849) et Henle (1855) qui signalent tous les deux leurs propres symptômes. Toutes ces observations manquaient d'une vision large de l'anatomie, de la pathologie et du mécanisme exact de la transpiration gustative. L'article de Łucja Frey « Przypadek zespołu nerwu usznoskroniowego » (« Le Syndrome du nerf auriculo-temporel ») est considéré comme la première description du phénomène. Frey est la première à reconnaître ce syndrome comme un trouble des innervations sympathiques et parasympathiques. 
L'éponyme « syndrome de Frey » est introduit dans la littérature médicale par Henryk Higier en 1926 et en 1932 par Bassoe. En reconnaissance des descriptions antérieures de ce syndrome, il est aussi parfois appelé syndrome de Baillarger, syndrome de Frey-Baillarger ou syndrome de Dupuy. 
Outre cet important travail, Frey publie des articles sur les effets des poisons végétaux sur la dégénérescence de la moelle épinière, la topographie du tronc cérébral, la sclérose latérale amyotrophique, les articulations de Charcot, les anévrismes médullaire du plexus , les kystes des ventricules cérébraux, les tumeurs du clivus, les tumeurs du lobe frontal et les tumeurs rétrospléniales. 